# خيرآباد عليا (مقاطعة دورة)
خيرآباد عليا (بالفارسية: خیرآباد علیا) هي قرية تقع في قسم تشكن الريفي (مقاطعة دورة) في إيران. يقدر عدد سكانها بـ 37 نسمة .